# Pinctada
Trai ngọc, tên khoa học Pinctada, là một chi trai thuộc, họ Pteriidae, bộ Pterioida, phân lớp Pteriomorphia. Hầu hết các loài trong chi này đều có một đặc tính là vỏ có khả năng tạo ra ngọc khi có dị vật lọt vào như:cát, đá,...và sống ở biển, khi dị vật lọt vào giữa màng áo và vỏ lúc này cơ thể Trai tiết ra chất vôi, xà cừ và chất con-ki-o-lin bao bọc lấy dị vật, qua nhiều năm nó trở thành ngọc trai.

## Mô tả
Trai ngọc có đặc điểm chung với các loài động vật thân mềm 2 mảnh vỏ (Bivalvia) khác. Chúng có đầu bị tiêu giảm, chân hình lưỡi rìu có màu hơi vàng có tác dụng giúp nó di chuyển trong cát, vỏ gồm 2 mảnh được gắn lại với nhau bởi dây chằng, có hai cơ khép mở vỏ bám ở mặt trong và hoạt động theo nguyên lý cửa sổ, vỏ có lớp sừng bao bọc ở mặt ngoài, lớp đá vôi ôû giữa và cuối cùng là lớp xà cừ sau vỏ là vạt áo Trai rồi đến hai tấm mang nằm trong khoang áo ở giữa là chân và thân.

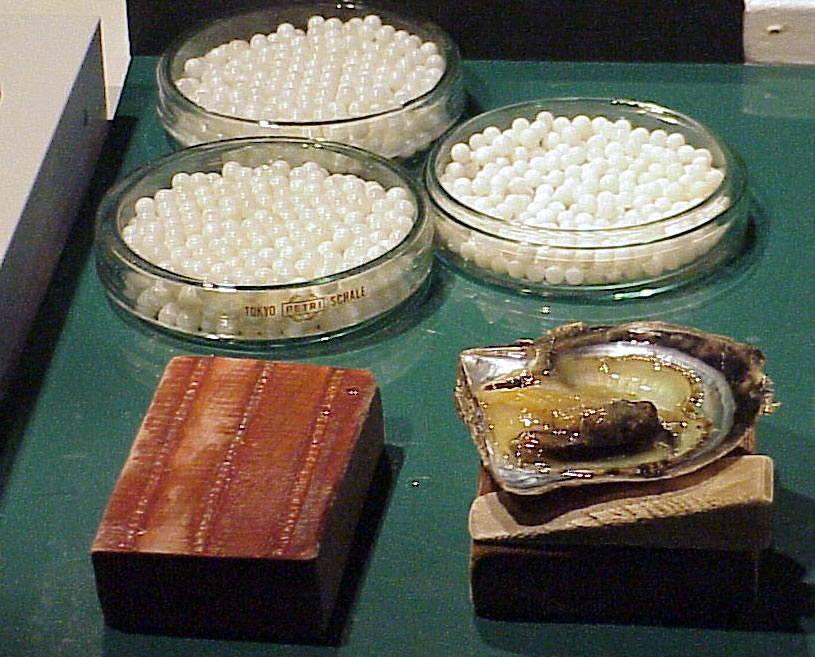
Trai

## Tập tính
Đến mùa sinh sản trứng non được chuyển vào trong mang của trai cái tinh dịch của con đực chuyển qua ống hút vào gặp trứng non trong mang. ấu trùng sống với trai mẹ một thời gian rồi sống ký sinh trên da cá sau đó lắng xuống bể thành Trai con.
Trai ngọc tập trung chủ yếu ở các vùng có thủy triều lên xuống, chúng bám vào các tảng đá lớn, rạng san hô nằm sâu dưới mặt biển có khi sâu đến 20m tập trung từ 5-10 con trong một vật bám.
Ở Việt Nam Trai ngọc phân bố chủ yếu ở Khánh Hòa, Phan Thiết, Hoàng Sa,... Trai ngọc có giá trị kinh tế cao, vỏ được dùng trong nghề khảm gỗ, khai thác ngọc, thịt.

## Danh sách loài
- Pinctada albina (Lamarck, 1819)

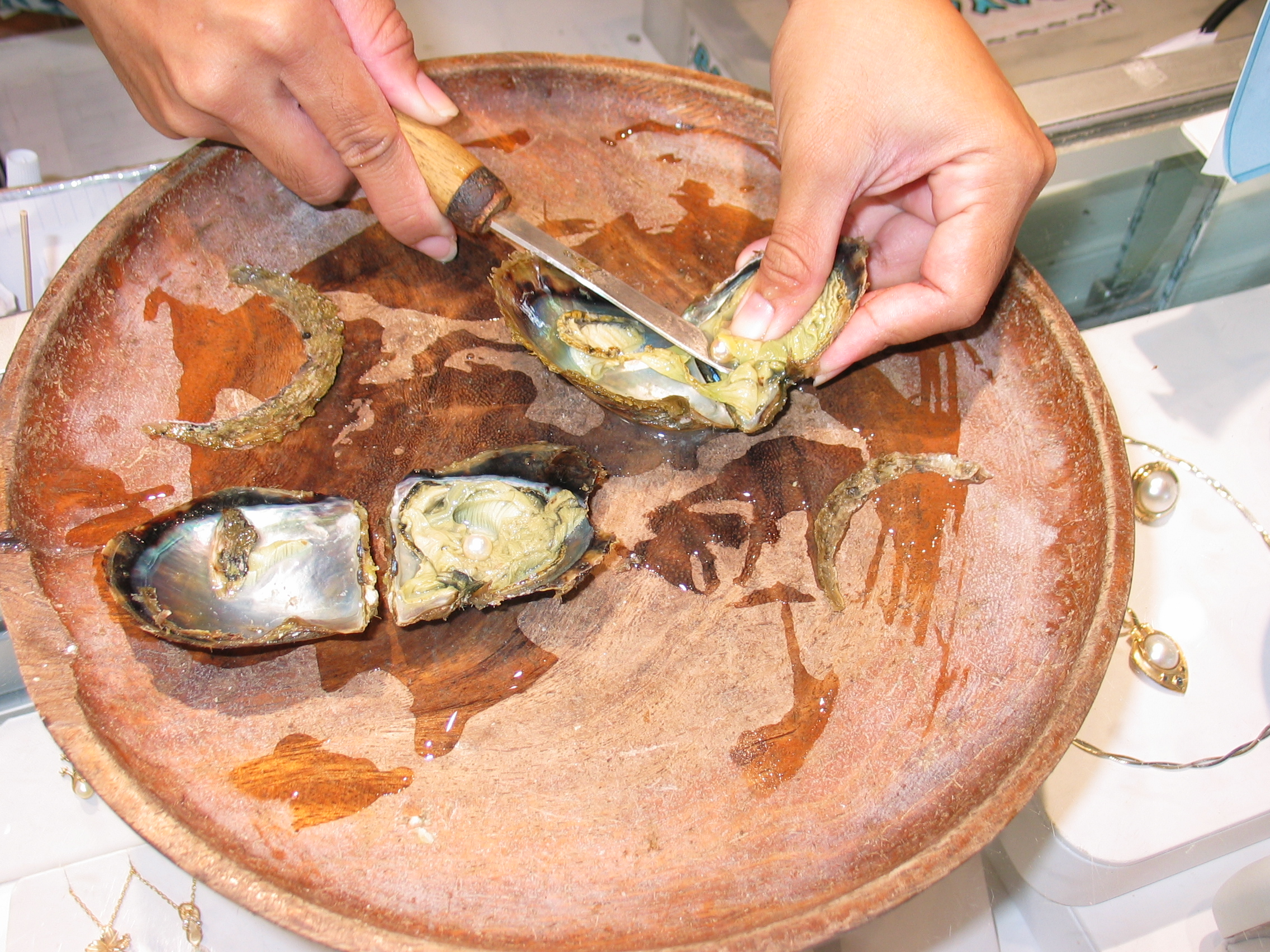
Tách ngọc trai từ vỏ trai

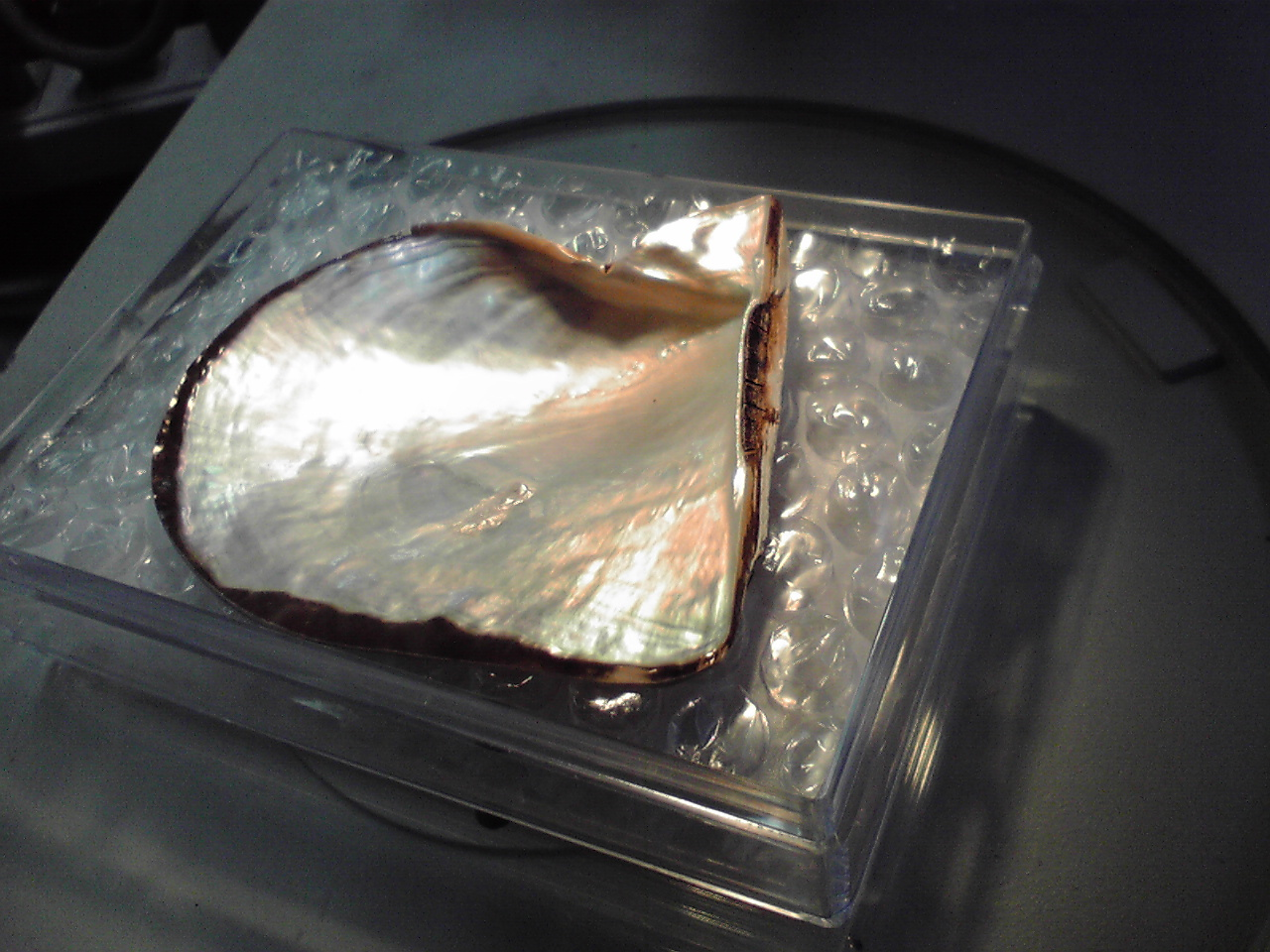
Lớp vỏ trai xà cừ (Nhật Bản Shima, Mie)

- Pinctada capensis (Sowerby III, 1890)
- Pinctada chemnitzii (Philippi, 1849)
- Pinctada cumingii (Reeve, 1857)
- Pinctada fucata (Gould, 1850)
- Pinctada galtsoffi Bartsch, 1931
- Pinctada radiata Röding, 1798 (syn. Pinctada imbricata)
  - Pinctada imbricata radiata (Leach, 1814)
- Pinctada inflata (Schumacher, 1817)
- Pinctada longisquamosa (Dunker, 1852)
- Pinctada maculata (Gould, 1850)
- Pinctada margaritifera (Linnaeus, 1758)
- Pinctada maxima (Jameson, 1901)
- Pinctada mazatlanica (Hanley, 1856)
- Pinctada nigra (Gould, 1850)
- Pinctada petersii (Dunker, 1852)
- Pinctada reeveana (Dunker, 1872)
- Pinctada sugillata (Reeve, 1857)
- Pinctada vidua (Gould, 1850)